# Печінка Любов Євгенівна
Любов Євгенівна Печінка (з родини Башняк; літературне псевдо Патара Бачіа; нар. 12 вересня 1963, Теребовля) — українська поетка. Член літературного об'єднання при Тернопільській обласній організації Національної спілки письменників України (2013), член Всеукраїнського об'єднання «Письменники Бойківщини» (2020).

## Біографія
Народилася в родині Башняків — Євгена Михайловича та Стефанії Василівни.
У 1970 році пішла до школи, яку закінчила у 1980 році.
Після закінчення школи два роки працювала розмальовником Теребовлянської фабрики ялинкових прикрас. У 1982 році поступила до Київського технологічного інституту харчових виробництв, який закінчила у 1987 році. За фахом працювала близько 14 років. З вересня 1999 року до грудня 2002 року працювала викладачем Гусятинського технікуму ТДТУ ім. Івана Пулюя. З грудня 2002 року до квітня 2017 року працювала в Гусятинському управлінні Пенсійного фонду України завідувачем сектору персоналу та організаційно-інформаційної роботи.
Живе з сім'єю (чоловік і дві доньки) у містечку Гусятині.

## Літературний доробок
Друкувалася у газеті «Вісник Надзбруччя», «Кримська світлиця», журналі «Дніпро», журналі «Чорнильна хвиля», спільних збірках «Материнська молитва. Українки — героям Майдану» (2014), «Різдвяний карнавал поезій» (2014), «Відлуння Майдану» (2014), «Осінь у камуфляжі» (2014), «Воїнам світла» (2015) у альманасі літературного об'єднання при Тернопільській обласній Національної спілки письменників України організації «Подільська толока» (2014—2020), «Живи, Надіє» (2015), у літературних альманахах «Мати» (2015), «Сила почуттів» (2015), «Галицький меридіан» (2016), «Огні горять» (2017), «Понад усе нам — Україна» (2018), у літературно-мистецькому та науково-освітньому виданні «Німчич» (2017), у літературно-краєзнавчому альманасі «Поетична топоніміка 2» (2018).
Член Гусятинського районного літературного об'єднання «Медобори», учасниця фестивалів словено-української дружби «Берегиня» (м. Анкаран 2015) та латвійсько-української дружби «Балтійські зорі» (м. Рига 2015), Міжрегіонального фестивалю гумору та сатири «Грицева шкільна наука» (м. Копичинці 2016). Також друкувала свої твори на сайті «Поетичні Майстерні» та друкує в реальному часі на сайті «Клуб Поезії».  
У 2017 році у видавництві «Лілія» (м. Хмельницький) побачила світ перша поетична збірка «Крок назустріч». Наприкінці 2019 року у видавництві «Підручники і посібники» (м. Тернопіль) надрукована друга збірка віршів «На повні груди…»
Активна учасниця літературного об'єднання при Тернопільській обласній організації Національної спілки письменників України, у засіданнях якого бере активну участь з 2013 року.